# SS Clan Ranald
El SS Clan Ranald es un barco de vapor hundido frente a la costa de Australia Meridional que reviste una importancia histórica única. Es el único ejemplo en aguas australianas de un buque de cubierta torreta: un tipo de carguero con casco de acero y una forma inusual que se construyó en las décadas de 1890 y 1900.
William Doxford & Sons, de Inglaterra, lo construyó en 1900 para Clan Line, que operaba la mayor flota de buques con cubierta de torretas del mundo. En 1909 volcó frente a la península de Yorke, con la pérdida de 40 de sus 64 tripulantes. Sus restos están protegidos por la Ley federal de Patrimonio Cultural Subacuático de 2018.
Este es el segundo de los cuatro buques de Clan Line que se llamaban Clan Ranald. El primero fue un buque de vapor construido para Charles Cayzer en 1878. Cayzer lo vendió en 1900, pasó a llamarse Ranald y se hundió en 1901. El tercero fue un buque de vapor construido para Clan Line en 1917 y vendido en 1947. Fue rebautizado como Valetta City en 1948 y La Valetta en 1951, y fue desguazado en 1958. El cuarto fue un buque a motor de carga refrigerada construido en 1965. Se convirtió en el Dover Castle de Union-Castle Line en 1977 y fue rebautizado como Dover Universal en 1979. Fue vendido y rebautizado como Golden Sea en 1981, y desguazado en 1985

## Hundimiento

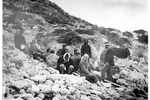
Algunos de los supervivientes del Clan Ranald

El Clan Ranald salió de Mauricio el 24 de diciembre de 1908 y llegó a Puerto Adelaide el 15 de enero de 1909. En Darling's Mill cargó 39.862 sacos de trigo y 28.451 sacos de harina. Tenía 466 toneladas de carbón en sus búnkeres y otras 170 toneladas en cubierta. 50 toneladas estaban en su cubierta meteorológica, 50 en su cubierta de torreta de estribor y 20 en su cubierta de torreta de babor. Esto parece haber contribuido a una escora de cuatro grados a estribor.
El 31 de enero, el clan Ranald abandonó Semaphore Anchorage rumbo a Sudáfrica. Estaba tripulada por 64 oficiales y hombres. Su maestro era el capitán Arthur Gladstone. Sus oficiales eran británicos y casi toda su tripulación eran láseres, incluidos al menos cuatro de Manila en Filipinas y al menos 16 de Calcuta en la India británica.
A las 14.00 horas, el Clan Ranald estaba al sur de la isla Troubridge cuando de repente su escora de estribor aumentó a 45 grados. Su tripulación corrió a cubierta, dejando el motor en marcha. El lado de estribor de su cubierta estaba sumergido y su timón estaba fuera de la superficie del océano.
A las 16.30 horas, un fuerte viento empujó el barco hacia Troubridge Hill. Un mar agitado destruyó sus botes salvavidas y la llevó cerca de los acantilados. Sin otra forma de escapar, su tripulación intentó construir balsas con restos de madera. La tripulación del Clan Ranald avistó otro barco de vapor, el Uganda de British India SN Co, cerca, por lo que dispararon cohetes de socorro. Uganda vio los cohetes pero no acudió a ayudar.
A las 22:00 horas, el Clan Ranald volcó a unas 770 yardas (700 m) de la orilla y se hundió en unos 60 pies (18 m) de agua. Algunos miembros de su tripulación se ahogaron cuando se hundió, y otros murieron a causa de las heridas o del frío mientras intentaban nadar hasta la orilla, que estaba formada por acantilados y rocas irregulares. Los residentes de la isla Troubridge vieron los cohetes, llegaron a la orilla y ayudaron a los supervivientes.

## Pecio

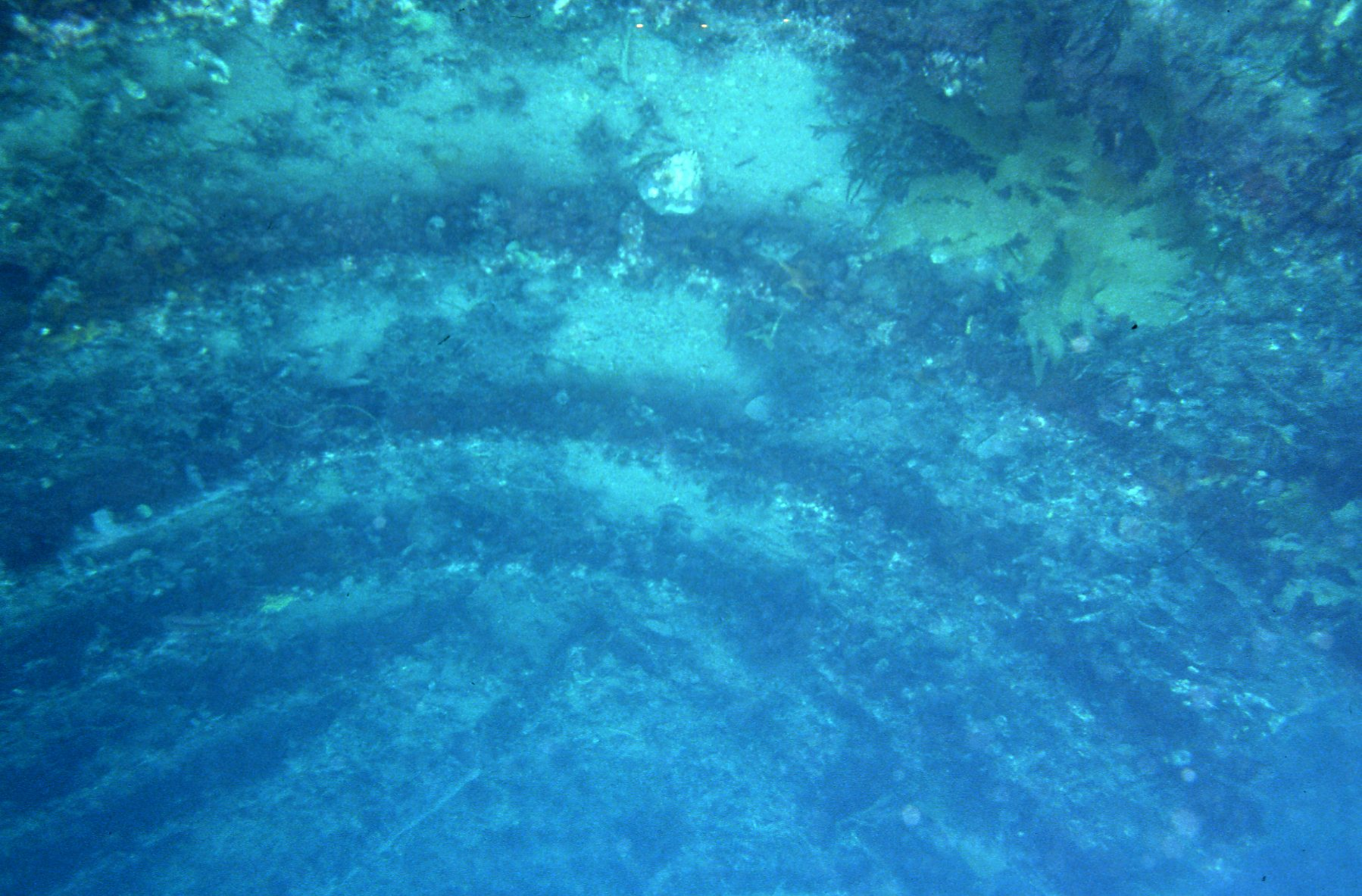
Parte del naufragio en 1980.

Los voluntarios del Grupo de Investigación Histórica Subacuática del Museo del Sur de Australia redescubrieron los restos del naufragio en 1962. Informaron que el pecio del naufragio estaba notablemente bien conservado en ese momento. Los restos del naufragio se encuentran frente a la costa sur de la península de Yorke, a unas 7,6 millas náuticas (14 km) al suroeste de Edithburgh y a 0,67 millas náuticas (1,25 km) al oeste de Troubridge Hill.
Los restos del naufragio nunca han sido rescatados formalmente. Sin embargo, desde la llegada del buceo recreativo en la década de 1960, los buzos han saqueado metales no ferrosos de los restos del naufragio, como tuberías de cobre de sus calderas y artefactos personales. Algunos saqueadores utilizaron explosivos en los restos del naufragio, que dañaron las palas de la hélice. Se rumorea que el manifiesto del clan Ranald fue recuperado de la playa poco después de que se hundiera, y ahora se dice que es propiedad privada de un residente de Edithburgh.

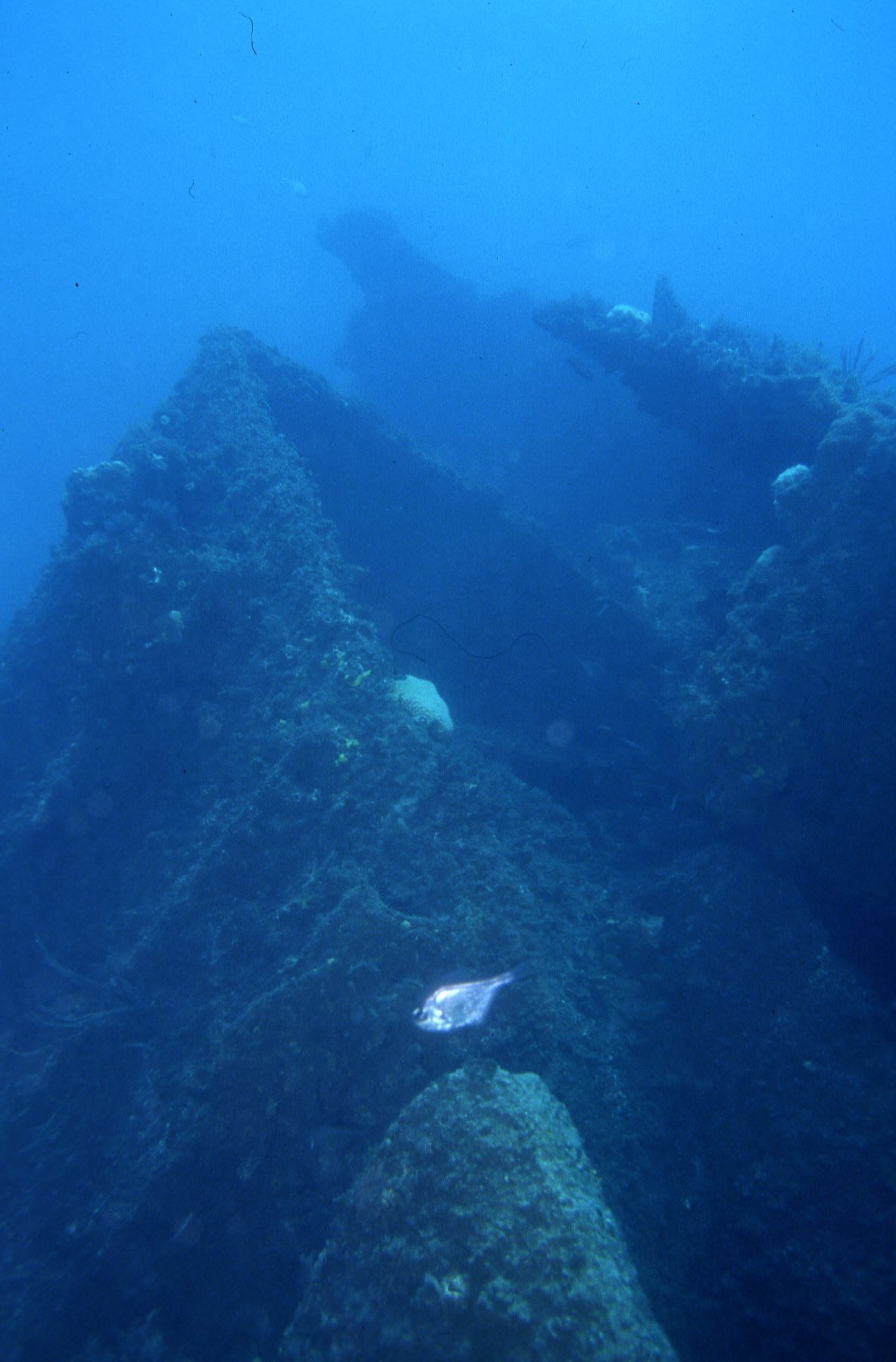
Otra parte del naufragio en 1980.

A pesar de más de un siglo bajo el agua y de la interferencia humana en las últimas décadas, gran parte de los restos del naufragio permanecen. El casco se encuentra sobre un fondo marino arenoso con la proa apuntando al este-sureste. Se ha derrumbado íntegramente, salvo la parte que sostenía la caldera de estribor. La caldera de babor se ha liberado y se encuentra separada del casco. Cada caldera tiene dos o tres veces el tamaño de un buzo humano.
La proa está vertical y la sección de proa se ha plegado en dos partes. En la zona de proa quedan un molinete y un montón de cadenas. Los restos de la hélice permanecen en el lugar y su eje es visible en el casco colapsado. El timón se desprende de la popa , pero permanece en el lugar. La parte más alta del pecio es la quilla de sentina de babor y el casco de doble fondo. Se encuentra a 6 m (20 pies) sobre el fondo del mar, sostenido por la caldera de estribor.
A pesar de la gran cantidad de restos, el Departamento de Medio Ambiente y Agua (DEW) de Australia del Sur clasifica el sitio como mal conservado. El casco está intacto hasta el giro de la sentina, pero las cuadernas y placas de su casco se han derrumbado. La popa y la proa aún pueden estar intactas y las calderas o motores del buque aún pueden estar en su posición en relación con donde estaban originalmente en el buque.
El estado ambiental del sitio es estable y el DEW considera que los restos del naufragio tienen un riesgo bajo de sufrir daños naturales. Sin embargo, considera que existe un alto riesgo de daños humanos. Algunos artefactos atractivos para los saqueadores son visibles y corren el riesgo de ser saqueados. Las anclas de barcos y embarcaciones fondeadas en la zona han dañado los restos del naufragio y existe el riesgo de que esto vuelva a suceder. También existe el riesgo de que la sobrepesca agote la vida marina en el sitio.